# Rue du Bémel
La rue du Bémel (en néerlandais : Bemelstraat) est une rue bruxelloise de la commune de Woluwe-Saint-Pierre qui va de l'avenue des Volontaires à l'avenue de Tervueren sur une longueur totale de 1 200 mètres.

## Historique et description
Cette longue rue sinueuse reprend le tracé d'un ancien chemin qui suit la courbe de la vallée du Bémel, le ruisseau qui prenait sa source à hauteur de l'actuelle avenue de l'Atlantique et qui se jetait dans la Woluwe au niveau du musée du Tram.
Le nom de Bémel désigne aussi l'ancien hameau qui se trouvait là. L'Atlas communal de 1808 montre ce hameau constitué d'une dizaine de petites maisons disposées autour d'une grande ferme appelée Hof de Bemele, une ancienne ferme qui appartenait à l'ordre des Jésuites depuis 1647, soit d'un pré dit de Bemel, partie d'un ancien fief des châtelains de Woluwe. Cette dernière faisait partie des constructions les plus anciennes de la commune et se situait à l'intérieur de la zone bâtie formée par les actuelles avenue de l'Atlantique, avenue Jules César, de avenue de Tervueren et la rue du Bémel.

## Situation et accès
On accède à la rue du Bémel par un rond-point depuis l'avenue des Volontaires, l'avenue Général de Longueville et l'avenue de l'Oiseau Bleu. Elle est ensuite traversée par un second rond point avec l'avenue des Camélias et la Drève de Nivelles. Quelques dizaines de mètres plus loin, elle est traversée par l'avenue de l'Atlantique, ensuite par un carrefour composé de l'avenue Mostinck et Montagne aux Ombres. La rue du Bémel traverse le parc de Woluwe pour terminer dans l'avenue de Tervueren au niveau du Chien Vert.

## Inventaire régional des biens remarquables

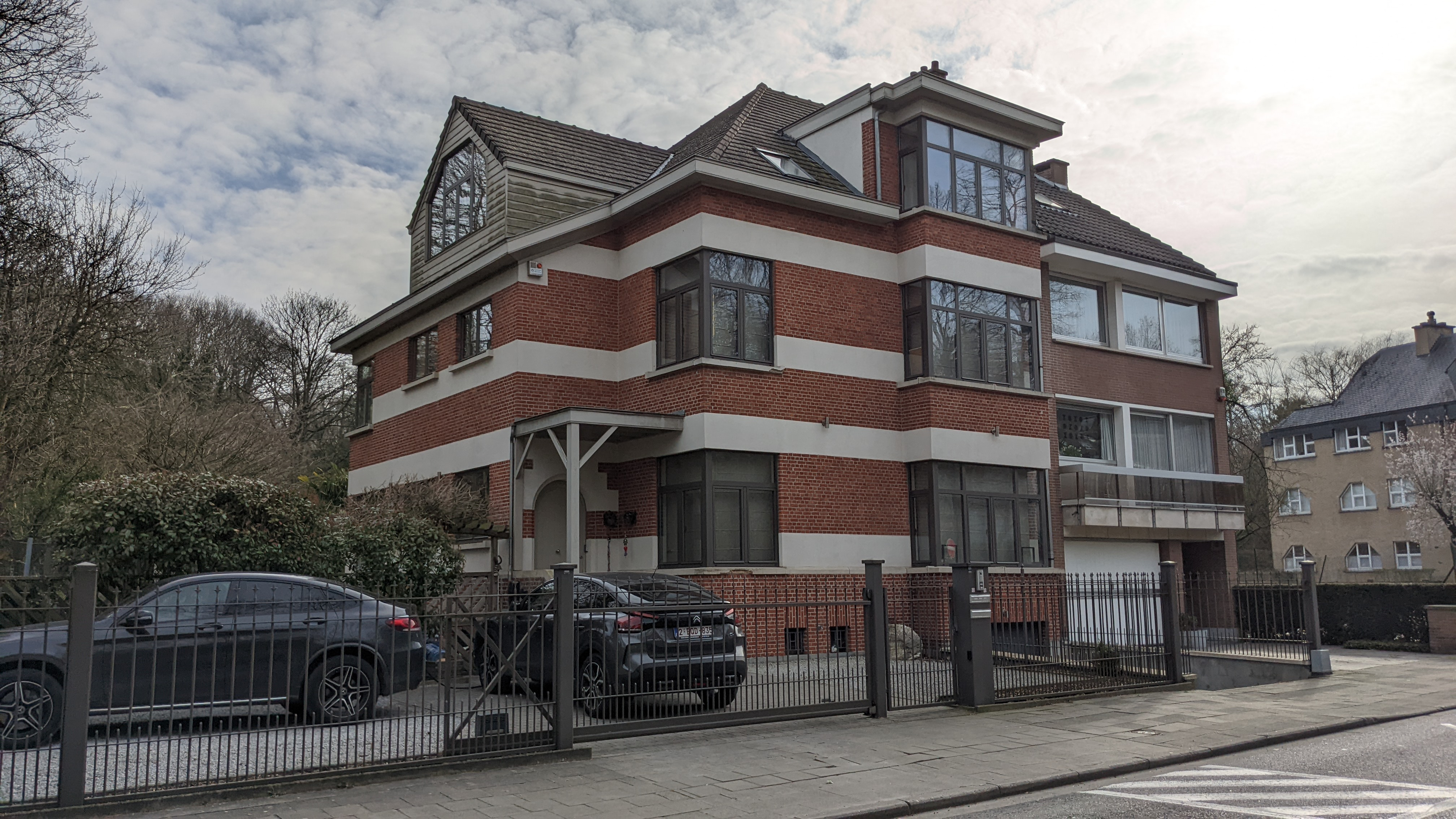
au no 2, maison plurifamiliale, à trois habitations, de style moderniste, architecte Léon Smets, 1936. Construction non attenante à gauche, de deux niveaux sous toiture à croupes. Façades en briques, rehaussées d'éléments cimentés. Vers la rue, les trois travées s'avancent en saillies successives. Travée d'accès sur l'angle. La porte, à arc en plein cintre, a été dotée postérieurement d'un auvent à petits-fers. Troisième travée en ressaut, de trois niveaux sur garage. Travée centrale caractérisée par des fenêtres disposées sur l'angle[3].
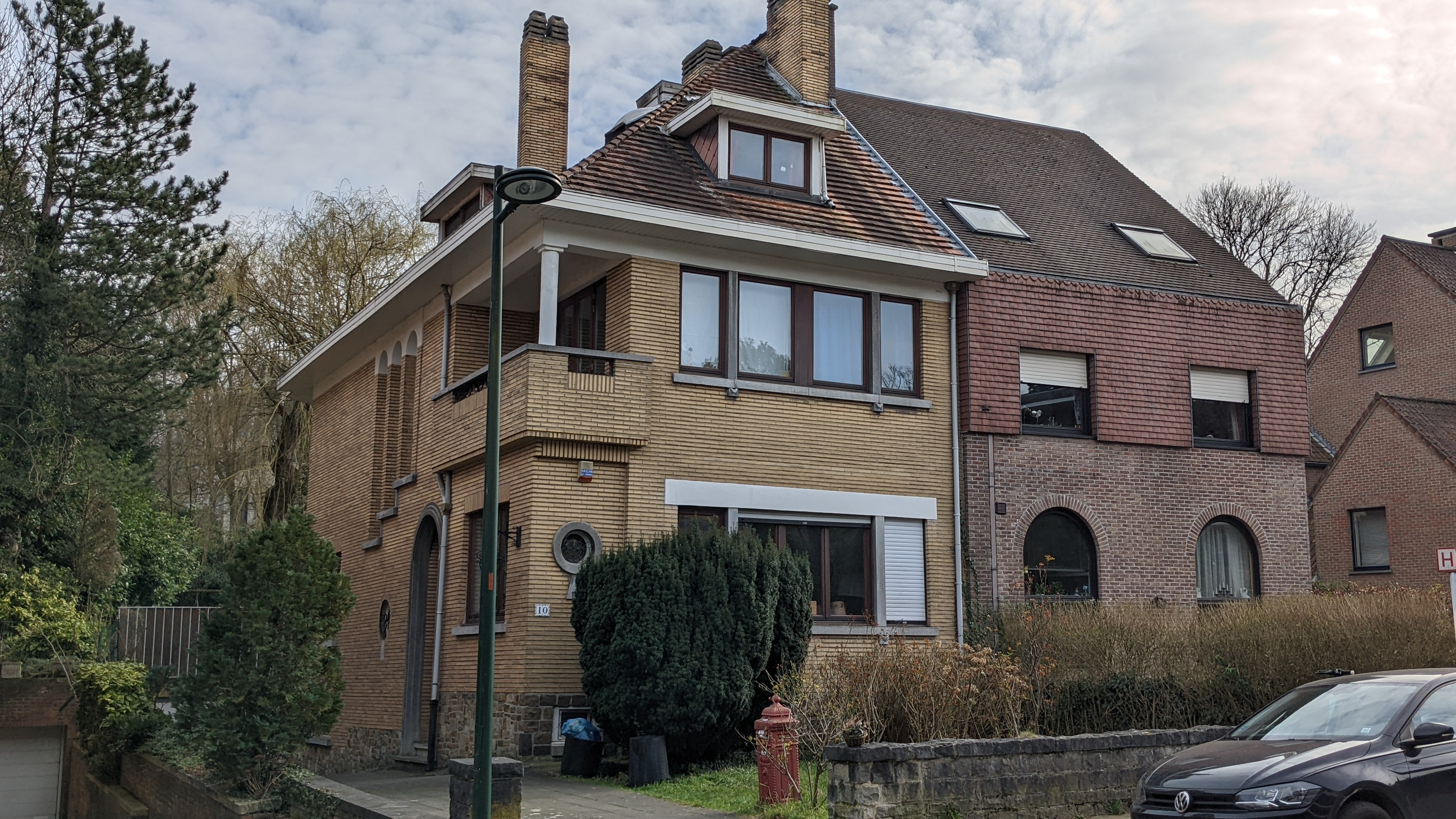
au no 10, maison moderniste, architecte Paul Nicaise, 1948. Construction non attenante à gauche, de deux niveaux sous toiture à croupe. Façades de briques de parement jaunes rehaussées de pierre bleue. Soubassement en moellons. Façade à rue de deux travées inégales ; travée de droite percée de larges baies en rectangle couché, celle du rez-de-chaussée agrandie sur le modèle de celle de l'étage en 1952 par le même architecte[4].
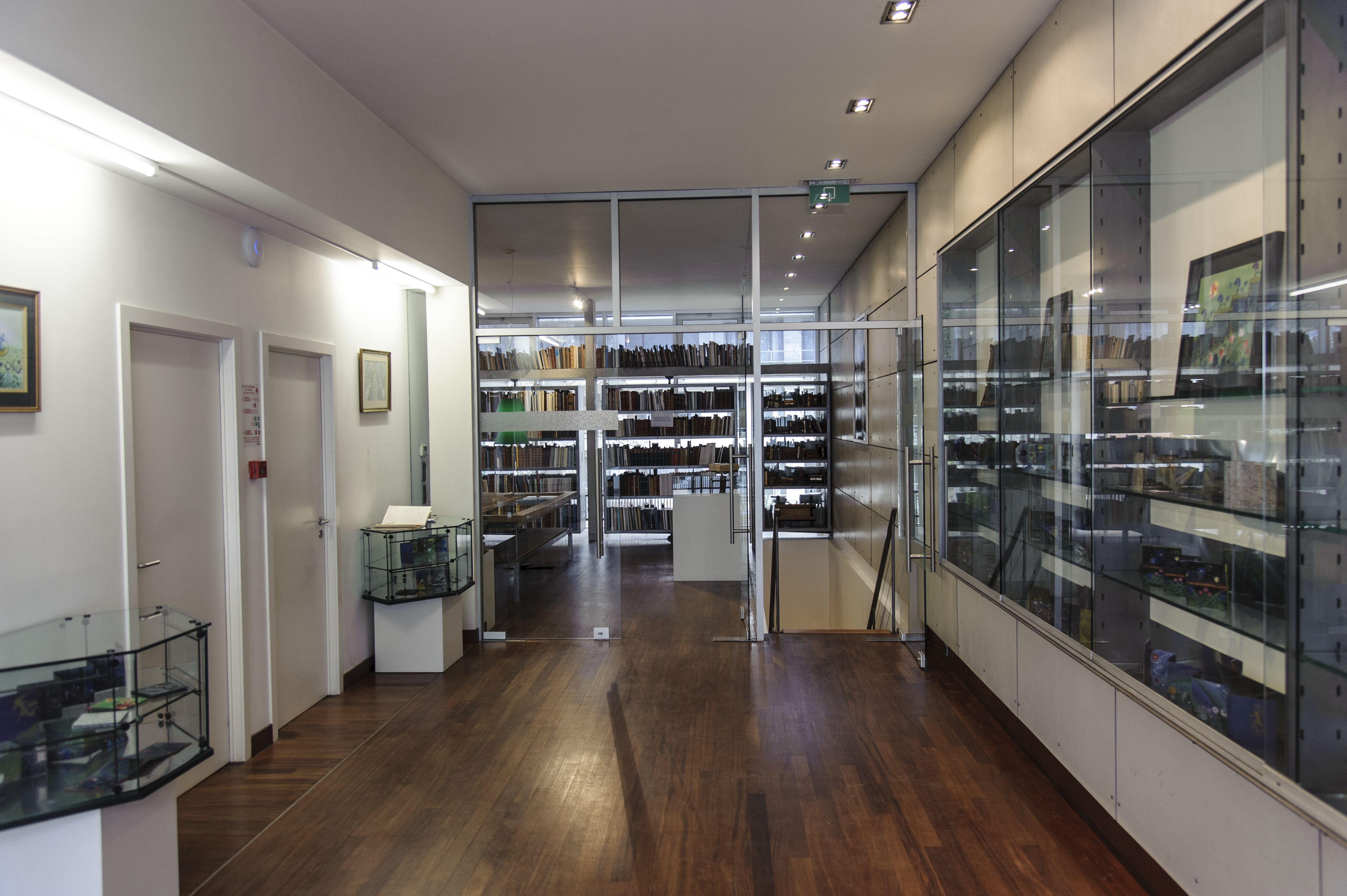
aux nos 21-23, Bibliotheca Wittockiana, le bâtiment actuel est le résultat de deux grandes phases de construction. La première est menée par l'architecte Emmanuel de Callataÿ, en 1981. Elle consiste en un volume en béton brut, au rythme vertical affirmé, percé de minces fenêtres hautes trouant la façade nord-est. La seconde phase, par les architectes E. de Callataÿ, C. Wittock et E. Van den Berg, en 1995 consiste en un volume ouvert : une construction transparente avec référence à un style américain, auquel le volume initial sert de socle[5].
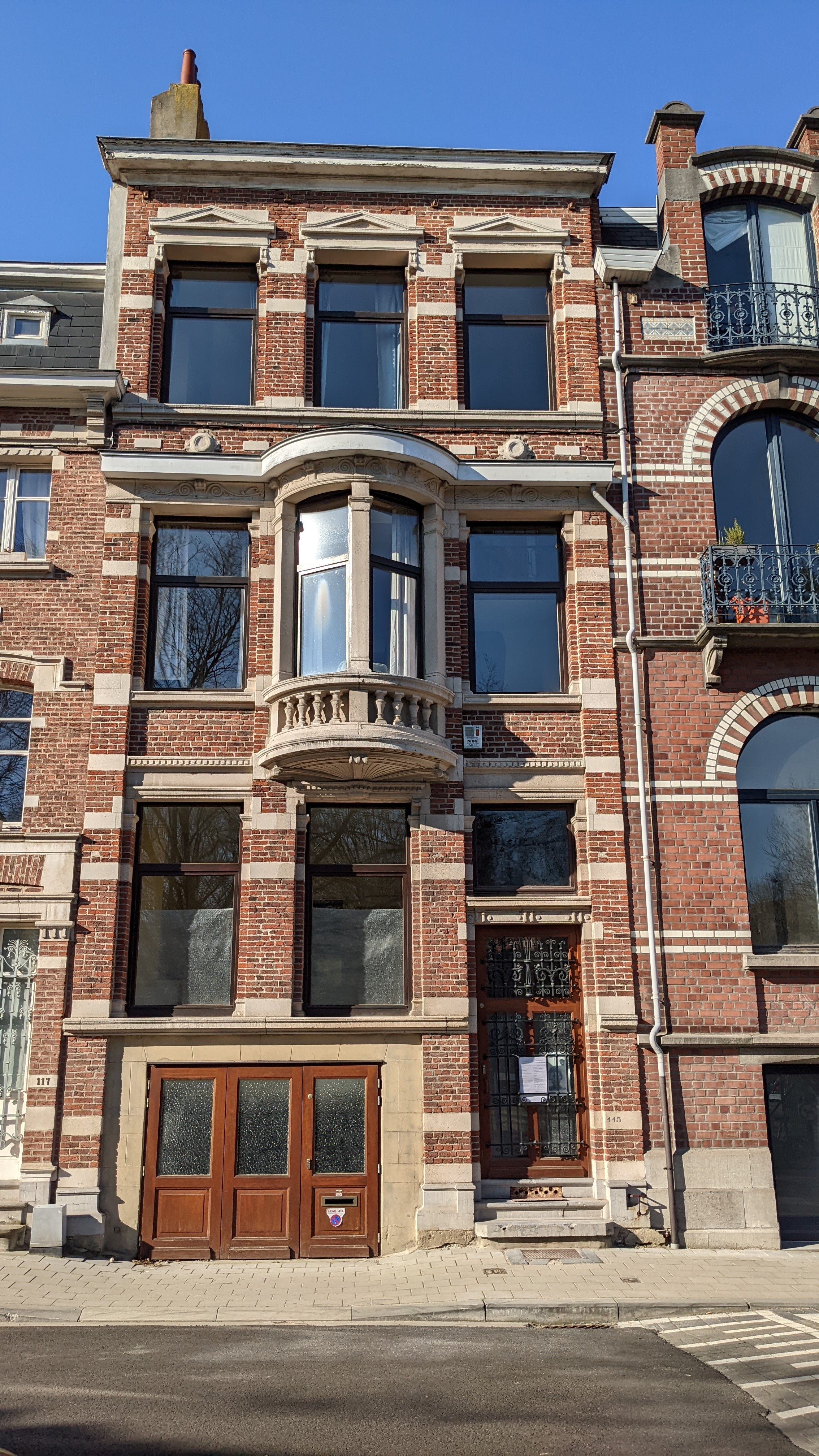
aux nos 115 et 117, deux maisons de style éclectique teinté de néo-Renaissance flamande, par et pour l'architecte Victor Steuve en 1911. Façades en briques rehaussées de pierre blanche. Soubassement en pierre bleue. Au no 115, maison de trois niveaux et de trois travées. Baies rectangulaires inscrites entre des pilastres colossaux[6].
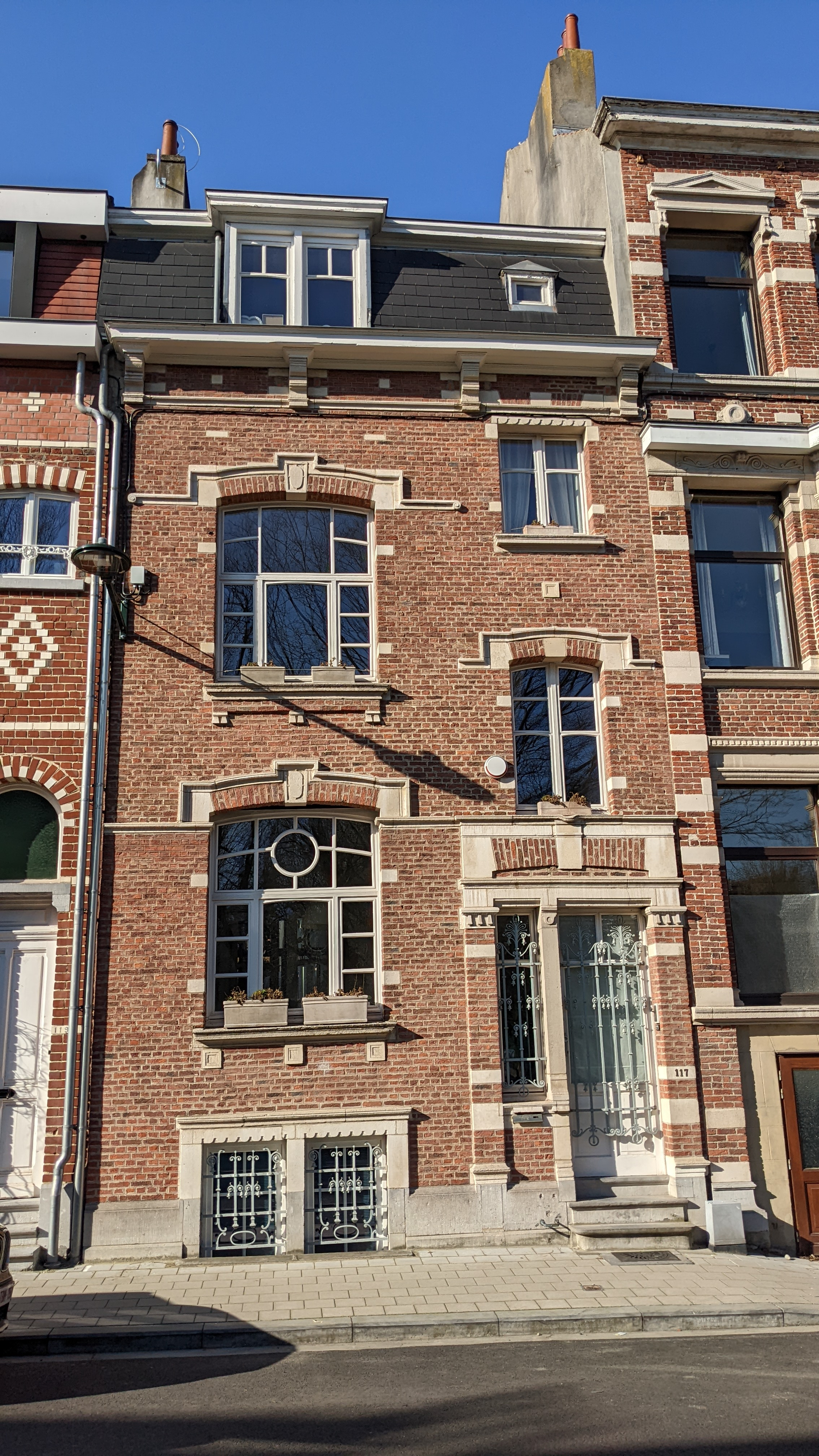
aux nos 115 et 117, deux maisons de style éclectique teinté de néo-Renaissance flamande, par et pour l'architecte Victor Steuve en 1911. Façades en briques rehaussées de pierre blanche. Soubassement en pierre bleue. Au no 117, maison de deux niveaux sous mansarde et de deux travées inégales en décalage. En travée principale, fenêtres de caves jumelées et grillagées[7].